# Gottfried Burman Becker
Gottfried Burman Becker (19. december 1831 i København – 7. marts 1894 sammesteds) var en dansk embedsmand og historisk samler.
Han var søn af apoteker, historisk samler, dr. phil. Johann Gottfried Burman Becker og 1. hustru Anna Margaretha Baden, blev 1849 student, privat dimitteret, 1859 cand. jur. og 1860 volontør i Ministeriet for Kirke- og Undervisningsvæsenet, 1861 assistent, 1873 fuldmægtig, 15. november 1888 Ridder af Dannebrog, 1890 kontorchef og 26. maj 1892 Dannebrogsmand.
Han arvede sin faders historiske interesser og indlagde sig fortjenester af de historiske mindesmærkers bevaring og fredning; han har udgivet Helgenskrinene i St. Knuds Kirke i Odense (1886). Han døde 7. marts 1894. 
Han ægtede 7. september 1887 i Tjæreby Kirke Marie Elisabeth Lendrop (6. august 1858 i Vrove - 24. september 1935 i København), datter af sognepræst Michael Peter Eilert Lendrop og Sophie Pontoppidan.